# Marion (Ohio)
Marion é uma cidade localizada no estado norte-americano de Ohio, no Condado de Marion.

## Demografia
Segundo o censo norte-americano de 2000, a sua população era de 35.318 habitantes.
Em 2006, foi estimada uma população de 36.138, um aumento de 820 (2.3%).

## Geografia
De acordo com o United States Census Bureau tem uma área de
29,5 km², dos quais 29,4 km² cobertos por terra e 0,1 km² cobertos por água. Marion localiza-se a aproximadamente 415 m acima do nível do mar.

## Localidades na vizinhança
O diagrama seguinte representa as localidades num raio de 16 km ao redor de Marion.